# Спектральное уплотнение каналов
Спектральное уплотнение каналов, мультиплексирование со спектральным разделением, многоцветная передача (англ. wavelength-division multiplexing, сокр. WDM — мультиплексирование с разделением по длине волны) — принцип разделения спектрального ресурса оптического волокна между длинами световых волн с последующим мультиплексированием, позволяющий одновременно передавать несколько информационных каналов по одному оптическому волокну на разных несущих частотах.
Принцип WDM позволяет существенно увеличить пропускную способность канала (к 2003 году, в коммерческих системах достигнута скорость 10,72 Тбит/с, а к 2015 — 27 Тбит/с), причём он позволяет использовать уже проложенные волоконно-оптические линии. Благодаря WDM удается организовать двустороннюю многоканальную передачу трафика по одному волокну. Преимуществом DWDM-систем является возможность передачи высокоскоростного сигнала на сверхдальние расстояния без использования промежуточных пунктов (без регенерации сигнала и промежуточных усилителей). Эти преимущества крайне востребованы для передачи данных через малонаселённые пункты.

## Принцип работы систем со спектральным уплотнением
В простейшем случае каждый лазерный передатчик генерирует сигнал на определённой частоте из частотного плана. Все эти сигналы перед тем, как вводятся в оптическое волокно, объединяются оптическим мультиплексором (англ. mux). На приёмном конце сигналы аналогично разделяются оптическим демультиплексором (англ. demux). Здесь, так же как и в сетях SDH, мультиплексор является ключевым элементом. Сигналы могут приходить на длинах волн оборудования клиента, а передача происходит на длинах соответствующих частотному плану ITU DWDM. 
Одним из основных параметров определения качества DWDM-сигнала в линии является отношение сигнала к шуму. Данный параметр, в соответствии с МСЭ-Т О.201, входит в число первичных атрибутов оптических каналов и является первичной оценкой качества линии передачи.

## Виды систем WDM
Исторически первыми возникли двухволновые системы WDM, работающие на центральных длинах волн из второго и третьего окон прозрачности кварцевого волокна (1310 и 1550 нм). Главным достоинством таких систем является то, что из-за большого спектрального разноса полностью отсутствует влияние каналов друг на друга. Этот способ позволяет либо удвоить скорость передачи по одному оптическому волокну, либо организовать дуплексную связь.
Современные системы WDM существуют в виде двух технологий (рекомендации G.694.1 и G.694.2 ITU-T):
- грубые WDM (англ. сoarse WDM, сокр. CWDM) — системы с частотным разносом каналов более 2500ГГц, позволяющие мультиплексировать не более 18 каналов. Используемые в настоящее время CWDM работают в полосе от 1271нм до 1611нм, промежуток между каналами 20нм (2500 ГГц), можно мультиплексировать 18 спектральных каналов[5];
- плотные WDM (англ. dense WDM, сокр. DWDM) — системы с разносом каналов 100 ГГц, 50 ГГц, 25 ГГц, 12,5 ГГц позволяющие мультиплексировать до 40, 80, 160 и 320 каналов соответственно. Каналы отсчитываются по обе стороны от центральной частоты 193,1 ТГц, что соответствует длине волны 1552,52 нм;

Частотный план для систем CWDM определяется стандартом ITU G.694.2. Область применения технологии — городские сети с расстоянием до 50 км. Достоинством этого вида WDM систем является низкая (по сравнению с остальными типами) стоимость оборудования вследствие меньших требований к компонентам.
Частотный план для систем DWDM определяется стандартом ITU G.694.1. Область применения — магистральные сети. Этот вид систем WDM предъявляет более высокие требования к компонентам, чем CWDM (ширина спектра источника излучения, температурная стабилизация источника и т. д.). Толчок к бурному развитию сетей DWDM дало появление недорогих и эффективных волоконных эрбиевых усилителей (EDFA), работающих в промежутке от 1525 до 1565 нм (третье окно прозрачности кварцевого волокна).
В рекомендации DWDM также описан способ Flexible Grid DWDM, что является еще одним частотным планом DWDM. Данная технология позволяет распределять спектральный ресурс оптического волокна, как и в DWDM, отсчитывая от центральной частоты 193,1 ТГц, но при этом использовать разные по ширине спектральные полосы для каждого из каналов (слотов). Ширина каждого такого слота должна быть кратна 12,5 ГГц, а центральная частота каждого слота определяется по 6,25 ГГц сетке DWDM. Допускается любая комбинация, при которой слоты не перекрывают друг друга.

## Транспондеры, преобразовывающие длину волны
В этом разделе будут обсуждаться детали, касающиеся частотных преобразователей (Транспондеры) и их использовании в качестве дополнительного транспортного уровня в современных DWDM-системах. Также будет описано развитие этих устройств за последние десять лет.
Изначально медиаконвертеры служили для преобразования сигнала (оптического, электрического) с клиентского уровня в оптический сигнал с длиной волны в диапазоне 1550 нм (характерной для DWDM-систем). Следует отметить, что подлежат преобразованию абсолютно все сигналы, включая сигналы с длиной волны в 1550 нм. Это делается для стабилизации частоты и достижения необходимой мощности (для дальнейшего усиления при помощи волоконно-оптического усилителя на оптическом волокне, легированном ионами эрбия).
Однако, в середине 1990-х годов в медиаконвертерах появилась функция регенерации сигнала. Регенерация сигнала быстро прошла 3 стадии развития — 1R, 2R, 3R. Эти стадии будут описаны ниже:
- 1R

Ретрансляция. Самые первые преобразователи попали под принцип «мусор на входе — мусор на выходе», так как сигнал на выходе был «копией» сигнала на входе, восстанавливалась только амплитуда. Это ограничивало протяжённость ранних систем DWDM. Контроль сигнала был ограничен оптическими параметрами домена, такими как мощность выходного сигнала.
- 2R

Восстановление амплитуды сигнала и его длительности. Транспондеры данного типа не получили большой популярности. В них использовался метод триггера Шмидта для очистки сигнала.
- 3R

Восстановление амплитуды сигнала, его длительности и фазы. 3R транспондер — полностью цифровое устройство. Он способен распознать служебные байты управляющего уровня SONET / SDH — сетей, что необходимо для определения качества сигнала. В большинстве случаев предлагается использование транспондеров с пропускной способностью 2.5 Гбит/с, что позволяет осуществлять 3R регенерацию сигналов OC-3/12/48, Gigabit Ethernet и канала управления. Многие 3R транспондеры способны регенерировать мультискоростные сигналы в обоих направлениях. Некоторые производители предлагают 10 Гбит/с транспондеры, которые способны работать с более высокими скоростями, вплоть до OC-192.
- Мукспондер (мультиплексор-транспондер). Этот прибор имеет различные названия, в зависимости от поставщика) — это система, выполняющая временное мультиплексирование низкоскоростного сигнала в высокоскоростную (имеется в виду скорость передачи данных) несущую. Характерным примером является приём 4 OC-48 и вывод одной OC-192 на длине волны 1550 нм.

Другие недавние проекты в этой области впитали всё больше и больше функциональности TDM (Time Division Multiplexing — временное мультиплексирование), в некоторых случаях это позволяет отказаться от традиционного SONET/ SDH транспортного оборудования.
Реконфигурируемые оптические мультиплексоры ввода-вывода (Reconfigurable Optical
Add-Drop Multiplexors, ROADM) представляют собой новое поколение фотонных кросс-коннекторов, позволяющих удалённо динамически изменять маршрутизацию различных волн, передаваемых мультиплексором. До появления ROADM добавление новой волны (операция Add) и выведение её из общего сигнала (операция Drop) обычно требовали физической установки нового модуля на шасси мультиплексора и его локального конфигурирования, что, естественно, требовало посещения инженером точки присутствия оператора, в которой был установлен мультиплексор. Ранние сети DWDM были достаточно статическими в отношении реконфигурации вводимых и выводимых потоков данных, поэтому с необходимостью выполнять эту операцию путём физической перекоммутации операторы мирились. Развитие сетей DWDM привело к усложнению их топологии и повышению динамизма, когда появление новых клиентов сети стало достаточно частым явлением, а значит, операции добавления или выведения волн из магистрали стали выполняться регулярно и требовать более эффективной поддержки.